# Patu jidanweishi
Patu jidanweishi is een spinnensoort uit de familie Symphytognathidae. De soort komt voor in China.